# إيفان بيشيتش
إيفان بيشيتش (بالكرواتية: Ivan Pešić)‏ هو لاعب كرة قدم كرواتي في مركز مهاجم ‏، ولد في 6 أبريل 1992 في شيبينيك في كرواتيا. لعب مع دينامو بوخارست ونادي رادنيتشكي سبليت ونادي شاختار قراغندي ونادي كارنتين وهايدوك سبليت.

## وصلات خارجية
- إيفان بيشيتش على موقع اتحاد كرواتيا (الكرواتية)
- إيفان بيشيتش على موقع قاعدة بيانات كرة القدم.إي يو (الإنجليزية)
- إيفان بيشيتش على موقع Soccerway.com (الإنجليزية)
- إيفان بيشيتش على موقع عالم كرة القدم.نت (الإنجليزية)